# (17547) Nestebovelli
(17547) Nestebovelli est un astéroïde de la ceinture principale.

## Description
(17547) Nestebovelli est un astéroïde de la ceinture principale. Il fut découvert le 21 septembre 1993 à Stroncone par Antonio Vagnozzi. Il présente une orbite caractérisée par un demi-grand axe de 2,34 UA, une excentricité de 0,16 et une inclinaison de 1,9° par rapport à l'écliptique.